# مالیات منفی بر درآمد
مالیات منفی بر درآمد (به انگلیسی: Negative Income Tax) در علم اقتصاد به طرحی گویند، که در آن حداقل دستمزد از قبل تعیین شده به‌عنوان درآمد هر فرد تضمین شده است. این طرح که طراح و طرفدار اصلی آن میلتون فریدمن، اقتصاددان مشهور آمریکایی و برنده جایزه نوبل اقتصاد بود، در سال ۱۹۶۲ از طرف وی پیشنهاد شد و در آن سوبسیدهای دولتی برای افرادی که کمتر از حد خاصی درآمد دارند، تضمین شده است.
این طرح مالیات منفی نام دارد، چرا که چنان‌چه درآمد شخص به حد خاصی نرسد، دولت مابقی آن را پرداخت خواهد نمود، که ماهیت امر کاملاً بالعکس ماهیت سیستم مالیاتی است. یکی از نکات مثبت این طرح، جایگزینی آن برای سیستم‌های پیچیده رفاهی و سازمان‌های امداد و رفاهی است.
یکی از ابعاد طرح که مورد انتقاد بسیاری واقع شده است، دلسرد کردن و فقدان ایجاد انگیزه کافی برای آن دسته از افرادی است که درآمد ماهانه آنها کمتر از سطح تعیین شده باشد. برای مثال اگر سطح درآمدی تعیین شده توسط دولت ۳ هزار دلار باشد و درآمد شخصی ۲۵۰۰ دلار باشد، وی انگیزه‌ای برای انجام اضافه‌کاری و افزایش درآمد خود نخواهد داشت، چرا که می‌داند درآمد ۳ هزار دلاری از طرف دولت، برای او تضمین شده است.